# Momoka
Matsuda Momoka (Prefectura de Hyōgo, 26 de diciembre de 2000), conocida como Momoka, es una cantante y bailarina japonesa. Es integrante del grupo PinkFantasy y fue parte de la agrupación de canto y baile, BLANCK, durante su paso por la escuela de formación de talentos Avex Artist Academy.

## Carrera

### 2017: BLANCK
El 3 de agosto de 2017, Momoka debutó como bailarina en BLANCK, un grupo dance-vocal de la sede en Osaka de la Avex Artist Academy. Junto con ello, presentándose en el evento "Avex Challenge Stage, SUMMER LIVE" de dicho año.

### 2019-2020: gpSTUDIO, participación como bailarina en los MAMA 2019
Durante el 2019, Momoka fue bailarina de apoyo para las presentaciones de TWICE, MAMAMOO y Hwasa en los Mnet Asian Music Awards de ese año.
El 3 de marzo de 2020, 9 aprendices fueron anunciadas por MyDoll Entertainment como la 3° generación de MyDoll Girls, dentro de ellas estaba Momoka, quienes formarían parte de un futuro grupo.
Durante su estadía en gpSTUDIO, el 13 de mayo de 2020, se lanzó "Paeonia" de Busters, siendo acreditada como una de las creadoras de la coreografía para esta canción.
En el 2020, terminó su entrenamiento en el estudio de baile gpSTUDIO, asimismo anunciando que firmaría contrato con la agencia surcoreana MyDoll Entertainment para debutar como idol.

### 2021-actualidad: PinkFantasy
El 21 de junio de 2021 debutó como miembro invitada junto a PinkFantasy con el lanzamiento del EP "Alice in Wonderland", sin embargo el 26 de diciembre del mismo año fue ascendida a miembro oficial fija del grupo.

## Discografía

### Créditos de composición
| Año  | Canción       | Álbum                  | Artista     | Con                                                |
| ---- | ------------- | ---------------------- | ----------- | -------------------------------------------------- |
| 2021 | Merry Fantasy | Merry Fantasy - Single | PinkFantasy | Harin (PinkFantasy), Heesun (PinkFantasy) y WithRu |

### PinkFantasy
- Alice in Wonderland - EP (2021)
- 기기괴괴 (Tales of The Unusual) - EP (2021)
- Merry Fantasy - Single (2021)
- Luv Is True (Luv.i.t) - Single (2022)